# Велика (телесеріал)
«Велика» (англ. The Great) — американський комедійно-драматичний потоковий телевізійний серіал для платформи Hulu, описаний як «антиісторичний» і заснований на приході до влади Катерини Великої, імператриці Росії. Усі десять епізодів першого сезону вийшли на Hulu 15 травня 2020 року У серіалі грають Ель Феннінг у ролі імператриці Катерини II та Ніколас Голт у ролі імператора Петра III.
У липні 2020 року Hulu продовжив серіал на другий сезон, вихід якого відбувся 19 листопада 2021 року. У січні 2022 року серіал було продовжено на третій сезон, прем'єра якого відбулася 12 травня 2023 року. У серпні 2023 року Hulu оголосив про закриття проекту після третього сезону.

## Виробництво
Серіал заснований на п'єсі Тоні Макнамари, написаної для театральної компанії Сіднея в 2008 році. Паралельно Макнамар писав сценарій для екранізації, розрахованої на шість сезонів.
20 листопада 2018 року Метт Шакман був призначений директором проекту. 11 лютого 2019 року під час щорічного зимового прес-туру Асоціації телевізійних критиків Hulu оголосив про старт виробництва серіалу. Зйомки пілотної серії проходили у листопаді 2018 року у Йорку. Потім зйомки продовжилися в Лестершир, Лінкольншир, Хевері в Кенті і в Казерті (Італія). Зйомки другого сезону розпочалися 4 листопада 2020 року та завершились 17 липня 2021 року. У січні 2022 року серіал було продовжено на третій сезон. У серпні 2023 року Hulu повідомив, що проект не буде продовжений на четвертий сезон.

## Сюжет
«Велика» — це сатирична комедійна драма про піднесення Катерини Великої від низів до найуспішнішої жінки-правителя в історії Росії. Серіал показує вигадану історію Катерини в її молодості та шлюбі з імператором Петром III, зосереджуючи увагу на змові з метою вбити її розбещеного і небезпечного чоловіка.

## Актори та персонажі

### Головний каст
| Актор              | Роль                  | Примітки                           |
| ------------------ | --------------------- | ---------------------------------- |
| Ель Феннінг        | Катерина II           |                                    |
| Ніколас Голт       | Петро III             | Омелян Пугачов (2 сезон – дотепер) |
| Фібі Фокс          | Маріал                |                                    |
| Саша Дгаван        | граф Орло             |                                    |
| Чаріті Вейкфілд    | Джорджина Димова      |                                    |
| Гвілім Лі          | Григор Димов          |                                    |
| Адам Годлі         | архієпископ «Арчі»    |                                    |
| Дуглас Годж        | генерал Велементов    |                                    |
| Белінда Бромілов   | тітка Елізабет        |                                    |
| Байо Гбадамосі     | Аркадій               |                                    |
| Флоренс Кіт-Роуч   | Тетяна                |                                    |
| Дануся Самал       | леді Антонія Свенська | 1-2 сезони                         |
| Себастіан Де Соуза | Лев Воронський        | 1 сезон, гостьова поява у 2        |

### Епізодичний каст
| Актор               | Роль                                             | Примітки   |
| ------------------- | ------------------------------------------------ | ---------- |
| Луї Гайнс           | Влад                                             | 1 сезон    |
| Грейс Молоні        | королева Швеції Агнеса                           | 1-2 сезони |
| Фредді Фокс         | король Швеції Гуго                               | 1-2 сезони |
| Джеймі Деметріу     | доктор Чеков                                     | 1 сезон    |
| Крістоф Тек         | татарин Нік                                      | 1 сезон    |
| Чарлі Прайс         | Іван                                             | 1 сезон    |
| Алістер Грін        | граф Смольний                                    | 1-2 сезони |
| Авраам Попула       | Олексій Ростов                                   | 1 сезон    |
| Джеймс Сміт         | граф Горький                                     | 1 сезон    |
| Стюарт Скадамор     | Толстен                                          | 1 сезон    |
| Філл Вебстер        | охоронець палацу                                 |            |
| Адам Дарлінгтон     | головний лакей                                   |            |
| Дастін Демрі-Бернс  | Вольтер                                          |            |
| Крістіанна Олівейра | графиня Беланова                                 |            |
| Блейк Ґаррісон      | полковник Свенська                               | 1-2 сезон  |
| Джуліан Баррат      | доктор Вінодел                                   | 2 сезон    |
| Джилліан Андерсон   | матір Кетрін Джоанна Елізабет з Голштейн-Ґотторп | 2 сезон    |
| Джейсон Айзекс      | батько Петра Петро I                             | 2 сезон    |
| Рафаель Аклок       | посол Сундук                                     | 2 сезон    |
| Генрі Мередіт       | Максим                                           | 2 сезон    |

## Список серій
| Сезон | Епізоди | Епізоди | Оригінальний випуск | Оригінальний випуск |
| ----- | ------- | ------- | ------------------- | ------------------- |
| 1     | 10      | 10      | 15 травня 2020      | 15 травня 2020      |
| 2     | 10      | 10      | 19 листопада 2021   | 19 листопада 2021   |
| 3     | 10      | 10      | 12 травня 2023      | 12 травня 2023      |

### Сезон 1 (2020)
| №  | #  | Назва                                                               | Режисер        | Сценарист                     | Перший ефір у США |
| -- | -- | ------------------------------------------------------------------- | -------------- | ----------------------------- | ----------------- |
| 1  | 1  | «Велика» «The Great»                                                | Метт Шекман    | Тоні Макнамара                | 15 травня 2020    |
| 2  | 2  | «Борода» «The Beard»                                                | Колін Баксі    | Тоні Макнамара                | 15 травня 2020    |
| 3  | 3  | «А ви, сер, не Петро Великий» «And You Sir, Are No Peter the Great» | "Берт і Берті" | Тоні Макнамара                | 15 травня 2020    |
| 4  | 4  | «Московський мул» «Moscow Mule»                                     | "Берт і Берті" | Тесс Морріс                   | 15 травня 2020    |
| 5  | 5  | «Війна і блювота» «War and Vomit»                                   | Бен Чессел     | Джеймс Вуд                    | 15 травня 2020    |
| 6  | 6  | «Парашут» «Parachute»                                               | Бен Чессел     | Тоні Макнамара                | 15 травня 2020    |
| 7  | 7  | «Віспа надії» «A Pox on Hope»                                       | Колін Баксі    | Тоні Макнамара, Гретель Велла | 15 травня 2020    |
| 8  | 8  | «Фрикадельки на Дачі» «Meatballs at the Dacha»                      | Колін Баксі    | Амелія Ропер, Тоні Макнамара  | 15 травня 2020    |
| 9  | 9  | «Любов завдає болю» «Love Hurts»                                    | Гіта Патель    | Тоні Макнамара                | 15 травня 2020    |
| 10 | 10 | «Ніс бобра» «The Beaver's Nose»                                     | Гіта Патель    | Тоні Макнамара                | 15 травня 2020    |

### Сезон 2 (2021)
| №  | #  | Назва                                     | Режисер | Сценарист | Перший ефір у США |
| -- | -- | ----------------------------------------- | ------- | --------- | ----------------- |
| 1  | 11 | «Головна тут я» «Heads It's Me»           | TBA     | TBA       | 19 листопада 2021 |
| 2  | 12 | «Дурень» «Dickhead»                       | TBA     | TBA       | 19 листопада 2021 |
| 3  | 13 | «Нарешті сама» «Alone At Last»            | TBA     | TBA       | 19 листопада 2021 |
| 4  | 14 | «Обід диявола» «The Devil's Lunch»        | TBA     | TBA       | 19 листопада 2021 |
| 5  | 15 | «Тваринні інстинкти» «Animal Instincts»   | TBA     | TBA       | 19 листопада 2021 |
| 6  | 16 | «Простий жарт» «A Simple Jape»            | TBA     | TBA       | 19 листопада 2021 |
| 7  | 17 | «Stapler»                                 | TBA     | TBA       | 19 листопада 2021 |
| 8  | 18 | «П'ять днів» «Five Days»                  | TBA     | TBA       | 19 листопада 2021 |
| 9  | 19 | «Сезон волоських горіхів» «Walnut Season» | TBA     | TBA       | 19 листопада 2021 |
| 10 | 20 | «Весілля» «Wedding»                       | TBA     | TBA       | 19 листопада 2021 |

## Випуск

### Сезон 1
Прем'єра серіалу відбулася в США 15 травня 2020 року.
В Австралії всі епізоди вийшли на Stan 16 травня.
У Великій Британії серіал транслюється на Channel 4 і StarzPlay. Серіал вийшов на StarzPlay 18 червня 2020 року, а на Channel 4 — 3 січня 2021 року. StarzPlay також розповсюджує серію в Ірландії, Німеччині, Франції, Італії, Іспанії, Бенілюксі, Латинській Америці та Бразилії. В Росії шоу транслює More.tv, в Новій Зеландії — Sky, а в Канаді — Amazon Prime.

### Сезон 2
Прем'єра другого сезону відбулася 19 листопада 2021 року в США і того ж дня у Канаді на Amazon Prime.
У Великій Британії прем'єра другого сезону відбулася 5 грудня 2021 року на StarzPlay.